# قرار مجلس الأمن التابع للأمم المتحدة رقم 306
قرار مجلس الأمن التابع للأمم المتحدة رقم 306، المعتمد في 21 ديسمبر 1971. بعد النظر في التوصية المتعلقة بتعيين الأمين العام للأمم المتحدة، أوصى المجلس الجمعية العامة بتعيين السيد كورت فالدهايم لمدة خمس سنوات.
وقد اتخذ القرار بالإجماع في جلسة مغلقة.

## روابط خارجية
- نص القرار في undocs.org